# Гвинея на Играх исламской солидарности
Гвинея принимает участие в Играх исламской солидарности, начиная с Игр 2005 года.
За все Игры спортивные делегации Гвинеи завоевали всего 1 серебряную медаль, в медальном зачёте занимают 45-е место.

## Медальный зачёт
С учётом результатов Игр 2021 года.
| Игры           | Золото | Серебро | Бронза | Всего | Место |
| Мекка 2005     | 0      | 0       | 0      | 0     | —     |
| Палембанг 2013 | 0      | 0       | 0      | 0     | —     |
| Баку 2017      | 0      | 0       | 0      | 0     | —     |
| Конья 2021     | 0      | 1       | 0      | 1     | 36    |
| Всего          | 0      | 1       | 0      | 1     | 45    |